# Giuseppe Amante
Giuseppe Amante (Napoli, 16 marzo 1783 – Napoli, 27 gennaio 1868) è stato un medico e patriota italiano, sindaco di Fondi prima e dopo l'Unità d'Italia, nonché carbonaro ‘prima del luglio 1820’.

## Biografia
Giuseppe Amante nacque da Vincenzo, esponente di una facoltosa famiglia di origine calabrese, e da Eleonora Berardi. Nel 1808 sposò Gaetana Curci, che gli dette numerosa figliolanza. Laureato in Medicina a Napoli, esercitò poco la professione di medico a causa dei molteplici incarichi ed impegni che assunse nel corso di tutta la sua lunga vita, ad iniziare dall’appoggio fornito nel 1806 alle truppe napoleoniche piombate sul Regno e alla lotta contro le ‘truppe a massa’ di Fra’ Diavolo. Pur schierato con i liberali, e carbonaro ‘prima del luglio 1820’ riuscì a riconquistarsi anche la fiducia dei regnanti di Napoli, se non solo non subì conseguenze da questa sua militanza, non solo rimase sindaco nel periodo dei disordini e della concessione e poi revoca della costituzione, ma poté ricoprire ancora la carica dal 1838 al 1841, e poi ancora dal 1844 al 1847, prima dell’ultimo incarico ottenuto nel cruciale anno 1860. L’Amante era impegnato con la famiglia e i seguaci a favorire l’unificazione nazionale, infine ad appoggiare la conquista piemontese. Una importante spinta in tal senso dovette di certo giungere con il prestigio e l’operosità del figlio Errico, inviato dal 20 marzo del 1853 in domicilio coatto a Fondi quale cospiratore, dopo un periodo di detenzione trascorso a Napoli. Per questo, ormai quasi ottuagenario, nel novembre 1860, presentatosi al generale Ettore de Sonnaz arrivato a Fondi con le truppe piemontesi, quale campione dei liberali unitari e autore di un ampolloso encomio per re Vittorio Emanuele II, che per il De Santis venne reso noto "dopo la resa di Gaeta, fu dai Piemontesi confermato nella carica di sindaco di Fondi, raggiungendo il singolare primato di essere dal novembre del 1860 sindaco borbonico e confermato primo sindaco ‘italiano’ di Fondi."
Giuseppe Amante fu protagonista della contesa risorgimentale Amante-Sotis: “in una fase particolarmente delicata della conclusione del Risorgimento a Fondi, che vide accendersi la lotta fra due esponenti apicali della casta ivi dominante, appunto Giuseppe Amante e Giovanni Sotis. In quel periodo ‘si evidenzia il dominio assoluto, che durò per circa mezzo secolo, di una vera e propria casta risorgimentale, fortemente cementata con diversi fili parentali, ma che dopo l’Unità, di fronte al lauto banchetto che si approntò dei beni demaniali e dei beni dell’asse ecclesiastico, variamente si frammentò in fazioni distinte”
A Fondi “il potere locale da qualche tempo era conteso in essenza da due fazioni del notabilato locale, quella facente capo alla famiglia Sotis e quella degli Amante. Anche se i primi erano sicuri fautori della politica liberale e del regime costituzionale, con il capostipite Biagio Sotis addirittura sorvegliato dalla polizia borbonica in quanto animatore di una vendita carbonara negli anni ’20, però i secondi si presentavano come i più veri propugnatori dell’evoluzione democratica, soprattutto - dopo il 1848 - fautori del processo di unificazione in atto e del superamento del regime borbonico. Proprio dai processi conseguiti ai disordini del maggio 1848 subì ripetute condanne e un lungo domicilio coatto a Fondi Errico Amante, figlio di Giuseppe, uno dei protagonisti delle vicende”.
La ‘contesa Amante-Sotis’, si inseriva in un clima di torbide e violente sopraffazioni così descritte dal capitano dell’esercito piemontese, il conte Alessandro Bianco di Saint-Jorioz, operante nella regione gaetana alla frontiera con lo Stato Pontificio: «Gli uomini saliti al potere – scrive nel ‘Proemio’ – e a cui fu affidato l'onore grandioso di far capire l'Idea Nazionale, si chiarirono tutti minori degli eventi e piuttosto cupidi di private utilità ... Codesta generazione di uomini si dié a credere stoltamente che il trionfo della rivoluzione si riducesse al trionfo di una parte politica prevalente; la quale, fatta padrona del campo, avrebbesi recato nelle mani i monopolii degli uffici pubblici, siccome premio della vittoria». Insomma l’intera classe dirigente risorgimentale locale non era all’ altezza dei compiti: sciagurata, rapace, corrotta, essa portò solo disordini a molta parte del Sud, compromettendo per anni l’Unità, secondo la denuncia del Bianco. Aiuta a meglio comprendere il ‘rovente clima’ politico del tempo il commento di Angelo De Santis «Col dissolversi dello Stato delle Due Sicilie fiamme reazionarie divamparono; contrastanti correnti tra legittimisti e liberali o sedicenti liberali devoti alla causa della unità, mire e interessi privati, invidie antiche e nuovi rancori, facili istigazioni..., atti di malandrinaggio causati dalla indigenza e dalla ignoranza, da ingiustizie e soprusi sommovevano il paese» e Charles Dickens: «Prendi nota di Fondi, in nome di tutto quello che è miserabile e sordido ... L’infelice storia del luogo, con tutti gli assedi e le ruberie ad opera del Barbarossa e degli altri, potrebbe essere stata vissuta l’anno passato ...».